# Henri Duponchel
Henri Duponchel (París, 28 de juliol de 1794 - 8 d'abril de 1868) fou successivament arquitecte, dissenyador d'interiors, dissenyador de vestuari, escenògraf, director d'escena, director general de l'Òpera de París i orfebre francès.

## Vida primerenca i formació com a pintor
Fill de Pierre-Henry Duponchel (c. 1752 - 18 d'octubre de 1821), que regentava una botiga de queviures i ferreteria, i Marie-Geneviève-Victoire Théronenne (m. 8 d'agost de 1842). Posteriorment, la família es va traslladar a la rue Sainte-Croix de la Bretonnerie. Segons les primeres biografies, Duponchel va prendre lliçons del pintor i entusiasta del teatre Pierre Guérin i va ser un company d'estudis amb Eugène Delacroix. Duponchel i Delacroix van romandre bons amics, i molts anys més tard, el 1831, Duponchel va recomanar a Delacroix com a company de viatge i artista per a un llarg viatge al Marroc amb el diplomàtic comte Charles de Mornay. Duponchel, que no coneixia Mornay, va tenir certa influència a través de la seva amistat amb l'actriu Mademoiselle Mars, que era l'amant de Mornay. Després de tornar del viatge, Delacroix va crear un dels seus quadres més famosos, Les dones d'Alger (1834).

## Arquitecte i interiorista
Els primers biògrafs també diuen que Duponchel va assistir a cursos d'arquitectura a l'"École des Beaux-Arts", però això s'ha de veure amb precaució, ja que no n'hi ha constància als registres d'estudiants. En el moment de la mort del seu pare l'any 1821, efectivament s'havia convertit en arquitecte, però algunes fonts ho posen en dubte, dient que era un aficionat i desconeixia la vessant tècnica del tema. Més tard, el febrer de 1861, Duponchel va col·laborar amb altres dos arquitectes més consolidats, Botrel i Alphonse-Nicolas Crépinet, i va presentar un projecte arquitectònic en un concurs per al disseny d'un nou teatre d'òpera. G. Bourdin va escriure desfavorablement a Le Figaro que els dissenys eren notables en revelar que, tot i que Duponchel havia estudiat la matèria, no era probable que hagués acabat un diploma, i que anomenar-lo arquitecte era una exageració. També va assenyalar que al llarg de la seva carrera Duponchel es va beneficiar habitualment de la col·laboració amb altres. Tanmateix, quan es van anunciar els resultats, Duponchel i els seus col·laboradors van guanyar el segon premi de 4.000 francs de 170 participants.

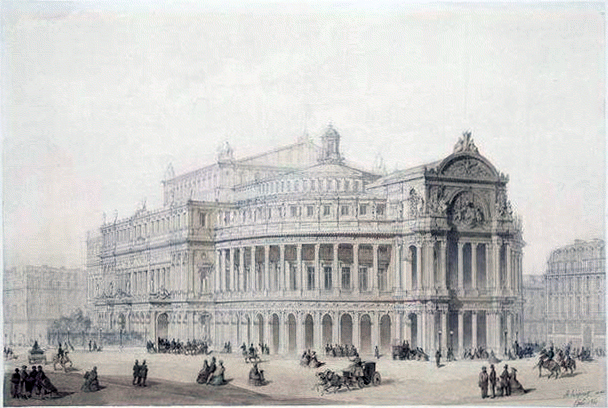
Vista de l'Òpera el 1861

Els primers registres de l'activitat laboral de Duponchel es troben en les àrees d'arquitectura i decoració d'interiors. A finals de 1818 es va relacionar amb un jove arquitecte amb el nom de Léonard-Ferdinand Verneuil, però en quina qualitat no és clar. El sogre de Verneuil era el director del Théâtre de la Porte-Saint-Martin, i això pot haver estat una influència important. Duponchel també podria haver servit amb Camille Piron com a arquitecte de l'hôtel particulier (casa de poble) del baró James de Rothschild, i s'acorda generalment que com a mínim va proporcionar una decoració neoclàssica per a la sala de ball i neo-pompeiana per a la sala de billar. Pierre Cicéri i Lebe-Gigun, pintors d'escenografia de l'Òpera, van fer la pintura decorativa, que va iniciar relacions que havien de resultar importants per a la carrera posterior de Duponchel. L'obra també va inaugurar un important mecenatge del Baró. Continuant amb la seva associació amb Piron, Duponchel també va executar el 1821 una decoració neopompeiana per a l'hotel de l'actor Talma a la rue de la Tour-des-Dames. El 1826 va supervisar la construcció d'un petit hotel elegant d'estil renaixentista italià en un lloc inusual situat entre el jardí i la cort de l'Hôtel de Bourrienne a la rue d'Hauteville.

## Escenògraf i director

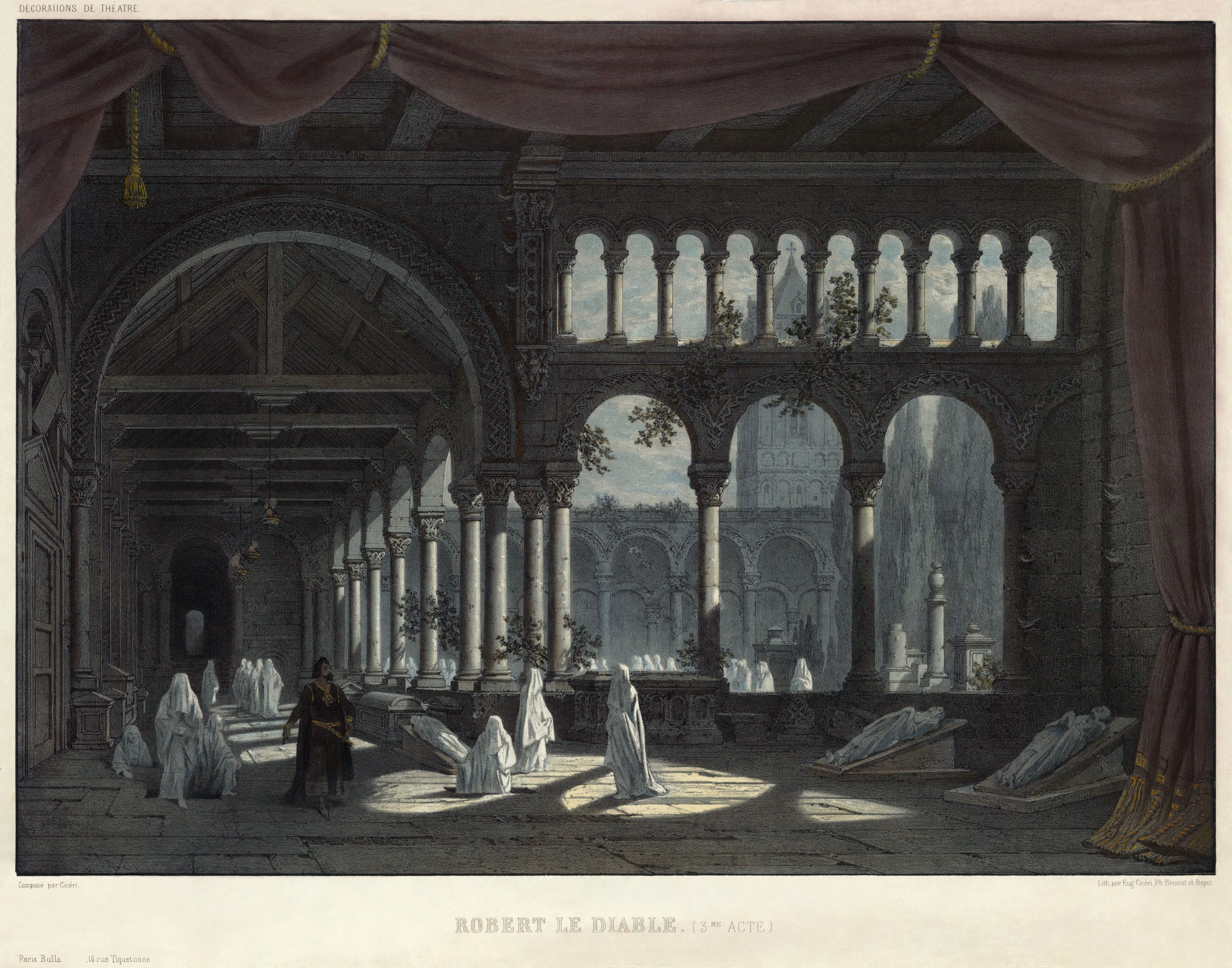
Escena del "Ballet de les monges mortes" a Robert le diable (1831), un disseny conjunt de Cicéri i Duponchel

Duponchel va treballar com a escenògraf a la Comédie-Française, on el 1827 va col·laborar com a dissenyador de vestuari amb Cicéri com a escenògraf en la creació d'un escenari del segle XV per a l'obra Louis XI de Jean-Marie Mély-Janin (15 de febrer de 1827). Poc després Duponchel es va unir a Cicéri a l'Òpera. El 8 d'agost de 1827, a la sisena i darrera actuació de la ballarina Marie Taglioni en el seu debut a l'Òpera de París amb el ballet Le Sicilien (23 de juliol), Duponchel va crear una nova tradició llançant una corona de roses blanques a l'escenari durant les seves crides de teló, la primera vegada que s'havien llençat flors a l'escenari d'aquell teatre.
Duponchel també es va convertir en director d'escena, treballant en gairebé totes les produccions de l'Òpera des del 1828 fins al 1849, començant per La muette de Portici d'Auber i incloent La juive de Halévy, Les Huguenots de Meyerbeer (una producció que va costar 160.000 francs), i acabant amb Le prophète de Meyerbeer. Alphonse Royer el va anomenar "Alexandre de la posada en escena". Va ser un escenògraf innovador que va promoure la introducció del "color local" que abans no era una característica de les produccions de l'Òpera. Amb Cicéri, va co-dissenyar l'escenari per al fantasmal "Ballet of the Dead Nuns" de Filippo Taglioni a l'acte 3 de l'òpera Robert le diable de Meyerbeer (1831). (Marie Taglioni va ballar Hélèna, la Mare Superiora.) L'escenari del ballet va ser el propi suggeriment de Duponchel, reemplaçant l'escenari assentat anteriorment previst ambientat a l'Olimp. Duponchel també havia introduït nous trucs tècnics, incloent trampes angleses per a l'aparició i desaparició sobtada dels fantasmes. Aquesta escena es va fer tan famosa que va ser recordada fins a finals de segle. Meyebeer fins i tot va començar a queixar-se que l'espectacle era massa i estava posant la seva música en un segon pla. La premsa va encunyar el terme "Duponchellerie" per referir-se als espectacles escènics que es consideraven excessius. Duponchel també va col·laborar amb Hygin-Auguste Cavé en l'escriptura del llibret del 'ballet-opéra' de Halévy de 1832 La tentation.

## Impresari
Els càrrecs oficials de Duponchel a l'Òpera havien inclòs Inspecteur du matériel de la scène (1829–31) i Directeur de la scène (1831–1835), però després que Louis Véron es jubilés el 1835, Duponchel esdevingué director únic l'1 de setembre de 1835 i director conjunt. amb Édouard Monnais l'1 de desembre de 1835. Va ser un període econòmicament difícil a l'Òpera després de la jubilació de Louis Véron. La subvenció estatal al teatre havia baixat d'un màxim de 870.000 francs anuals a tan sols 620.000 francs, aproximadament un terç del pressupost anual. Duponchel va formar una aliança amb Marie-Alexander Aguado, que va ajudar a sufragar el dèficit. Continuant tenint dificultats, Duponchel va formar una codirecció amb Léon Pillet l'1 de juny de 1840, però els dos homes van tenir una baralla i Duponchel es va retirar, tornant al seu antic càrrec com a director escènic, l'octubre de 1841. Aguado va morir el 1842 creant noves finances. problemes, i Pillet va establir una relació íntima amb la cantant Rosine Stoltz, afavorint-la en la selecció de papers a l'Òpera i provocant dissensions dins la companyia i amb el públic. Després de ser greument atacat per la premsa, i amb les seves pèrdues en augment, es va veure obligat a retirar-se l'octubre de 1847. Després Duponchel es va incorporar a l'administració de l'Òpera en codirecció amb Nestor Roqueplan. Duponchel es va retirar de tot tipus de treball a l'òpera el novembre de 1849.
Les estrenes (excepte com s'indica) durant els dos períodes de Duponchel com a director de l'Òpera van incloure:
Primera direcció (1 de setembre de 1835 - octubre de 1841)
- - Meyerbeer's Les Huguenots, gran òpera en 5 actes (29 Febrer 1836)
  - Adam's La fille du Danube, pantomime-ballet en 2 actes (21 Setembre 1836)
  - Bertin's La Esmeralda, gran òpera en 4 actes (14 Novembre 1836)
  - Niedermeyer's Stradella, gran òpera en 5 actes (3 Març 1837)
  - Halévy's Guido et Ginevra, gran òpera en 5 actes (5 Març 1838)
  - Berlioz's Benvenuto Cellini, òpera en 2 actes (10 Setembre 1838)
  - Auber's Le lac des fées, gran òpera en 5 actes (1 Abril 1839)
  - Donizetti's Les martyrs, gran òpera en 4 actes (10 Abril 1840)
  - Donizetti's La favorite, gran òpera en 4 actes (2 Desembre 1840)
  - Weber's Le Freyschutz, òpera romàntica en 3 actes adaptadaper Berlioz (7 Juny 1841)[22]
  - Adam's Giselle, fantastic ballet en 2 actes (28 Juny 1841)[23]
- Segona direcció (Octubre 1847 – Novembre 1849)
  - Verdi's Jérusalem, gran òpera en 4 actes (26 Novembre 1847)
  - Meyerbeer's Le prophète, gran òpera en 5 actes (16 Abril 1849)

## Distribuïdor i fabricant d'or i plata
L'11 de febrer de 1842, poc després que Duponchel deixés per primera vegada com a director de l'Òpera, va signar un contracte amb l'argenter i lapidari Jean-Valentin Morel, que abans havia estat al taller de Jean-Baptiste Fossin. Totalment ignorant de l'orfebreria, Duponchel va aportar a l'empresa el gust i l'energia, així com un capital considerable, adquirit amb la venda del seu privilegi d'òpera a Pillet per 500.000 francs. Després d'haver estat a Londres els anys 1825, 1836 i 1838, estava convençut que l'estat de l'art de l'argenteria a França era comparable al d'Anglaterra. La seva empresa, instal·lada en un apartament al número 39 de la rue Neuve-Saint-Augustin i anomenada Morel & Cie, va tenir molt d'èxit. A l'exposició de 1844 Morel va rebre una medalla d'or.
A finals de 1846, però, havien sorgit desacords entre els dos associats, que van donar lloc a un plet guanyat per Duponchel, que va provocar la dissolució de la societat, i li va atorgar la possessió exclusiva de la propietat i la mercaderia. A Morel se li va prohibir continuar amb l'orfebreria a París i va traslladar el seu negoci a Londres en associació amb el fill de Fossin, Jules. Mentrestant, Duponchel havia recuperat el seu càrrec de director a l'Òpera, on va romandre fins al 13 de novembre de 1849, però també va continuar gestionant amb èxit el negoci de l'or i la plata amb altres associats, com ho demostra la seva participació a l'exposició de 1849.

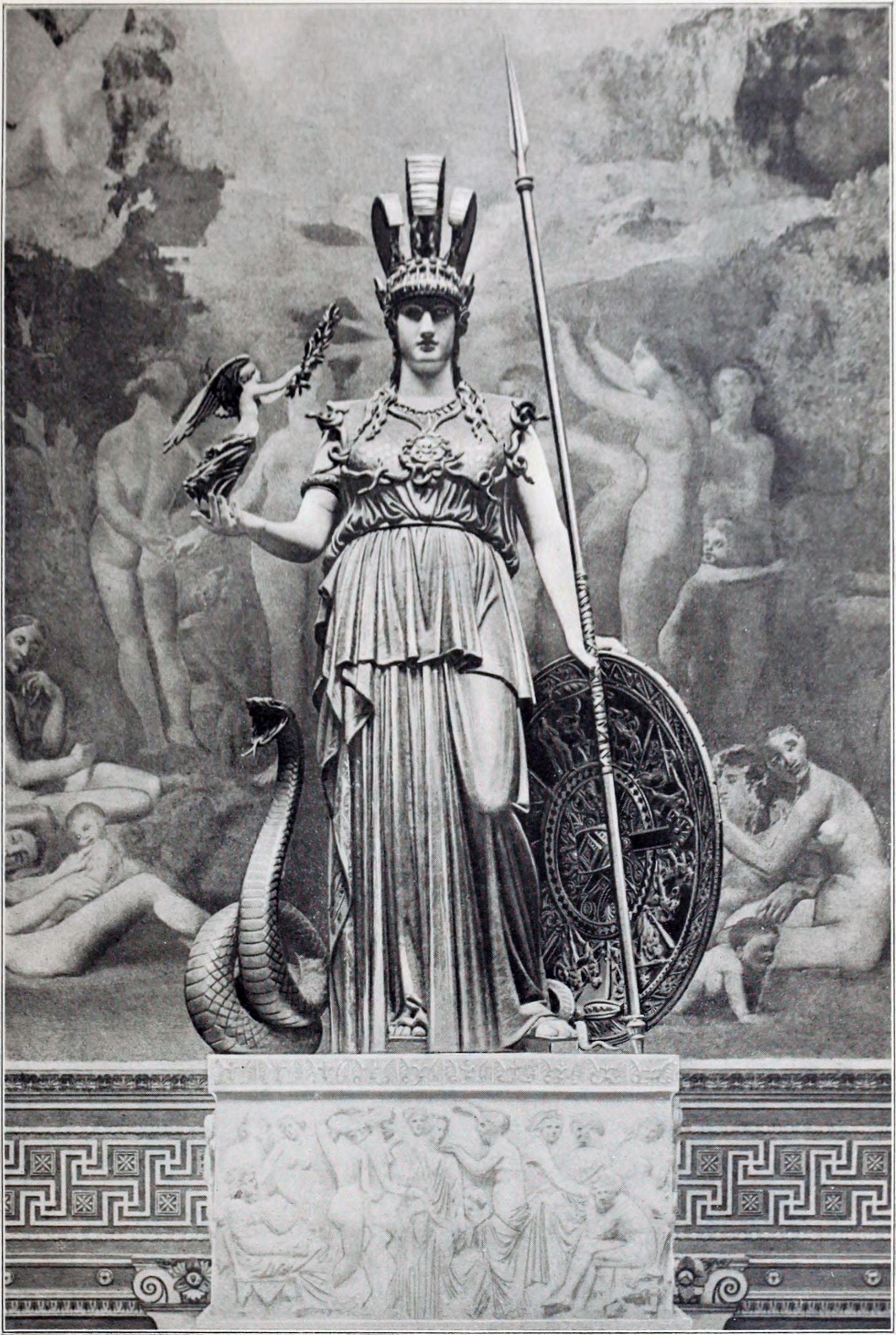
Escultura criselefantina de Minerva

L'obra mestra de la firma és l'escultura criselefantina d'ivori i plata Minerve, encarregada pel duc de Luynes per a la sala de festes del seu castell de Dampierre. L'estàtua és una reproducció de l'Atenea Parthenos de l'antic escultor grec Fídies, coneguda pels romans com Minerva. L'escultor Pierre-Charles Simart va començar a crear el model a la primavera de 1844, i la Maison Duponchel va començar la seva execució el 1846, acabant el 1851. La plata s'utilitzava per a la túnica i l'escut de la deessa, i el bronze per a la serp i les armes. L'ivori s'utilitzava per a les zones de la carn: la cara, el coll, els braços i els peus de la deessa; el tors de la Victòria (sostingut a la mà de la deessa); i el cap de Medusa a l'escut. El costat còncava de l'escut representa el combat entre les amazones i els atenesos, i el costat convex, una batalla entre els gegants i els déus. Les sandàlies representen la disputa dels centaures amb els lapits. El repoussé i la persecució va ser fet per Delagrange de Lagny. L'estàtua es troba sobre un pedestal de marbre amb baixos relleus que mostren Pandora rebent regals dels déus. L'estàtua acabada, inclòs el pedestal, té més de nou peus d'alçada, i es va exposar a l'Exposició Internacional de París de 1855. Per a gran disgust de Duponchel, els organitzadors li van exigir que exposés l'obra al Palais des Beaux-Arts, en lloc del Palau de l'Industrie, que atreia multituds molt més nombroses. Malgrat això, la peça va cridar molt l'atenció, tant a l'exposició com a la premsa, i va guanyar una Medalla d'Honor.

## Carrera posterior

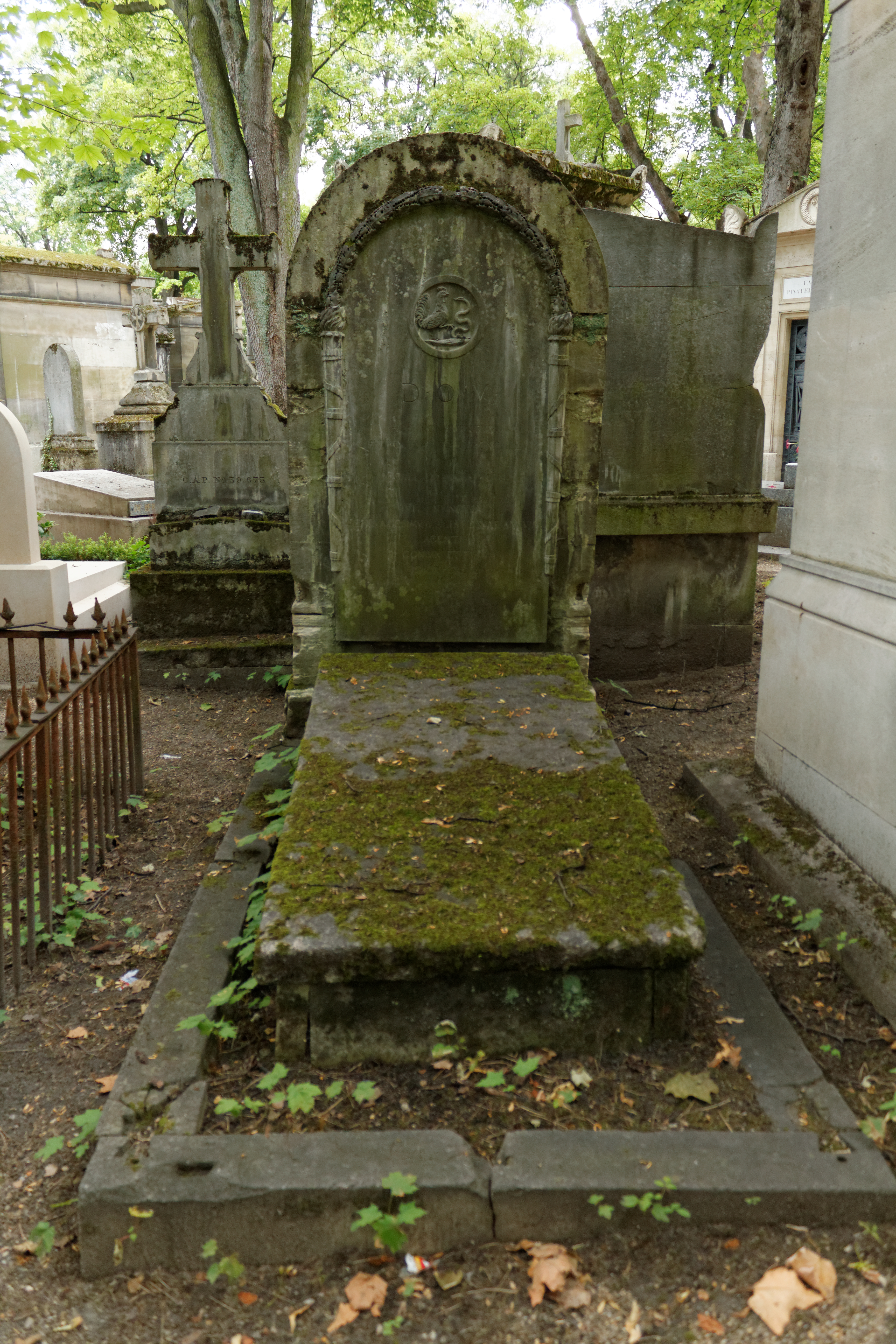
Tomba de Duponchel a París

El negoci d'or i plata de Duponchel va continuar sent un èxit, però l'arquitectura i l'òpera van continuar atraient-lo. Va col·laborar ocasionalment amb diversos dels seus col·legues dissenyadors de l'Òpera, com ara Charles-Antoine Cambon, Pierre Cicéri, Jules Diéterle i Édouard Desplechin, així com Jean-Baptiste-Jules Klagmann. El 1854 va tornar a ser candidat a director de l'Òpera, però no va ser seleccionat.
L'any 1861 Duponchel es va incorporar al "Théâtre du Vaudeville" com a dissenyador escènic, amb J. J. Dormeuil com a director artístic i l'empresari Benou encarregat de la part financera. No va intentar recrear les espectaculars exhibicions que havia utilitzat a l'Òpera, sinó que va continuar desenvolupant els escenaris realistes que ja s'havien establert en aquell teatre durant la dècada anterior.
Duponchel va ser descrit per Heinrich Heine com "un home prim i groc amb la cara d'un enterrador." Va morir a París als 73 anys i va intentar deixar el seu negoci d'or, que era força valuós, al seu fill, Ludovic. -Maxime (nascut el 15 d'octubre de 1832). No obstant això, la mare de Ludovic, Marie-Joséphine Blanchard (1810–1896) en va aconseguir el control el novembre de 1869, i aviat va desaparèixer. Duponchel està enterrat al cementiri de Père Lachaise.

## Honors
- Cavaller de la Legió d'Honor (11 de maig de 1839)[33]